# The Smart Set

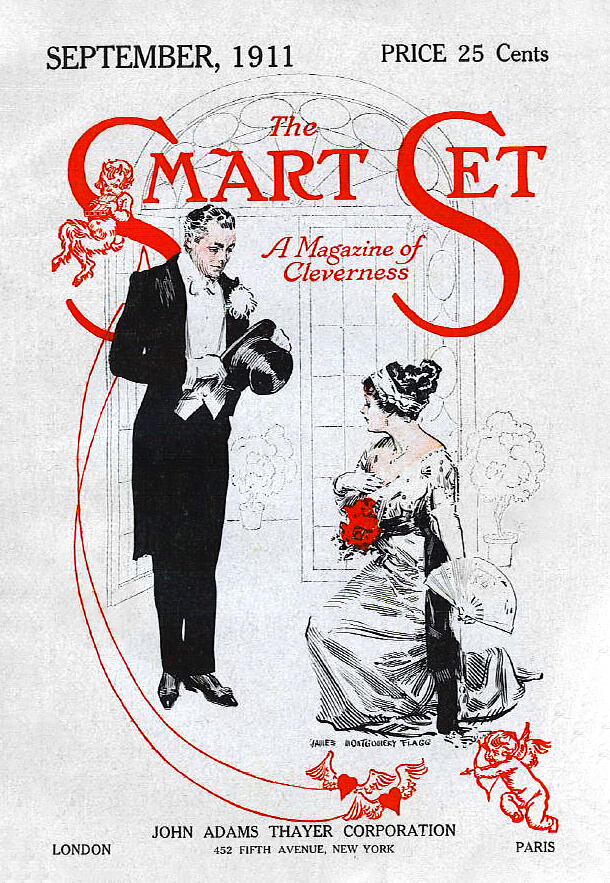
The Smart Set, September 1911

The Smart Set war eine Literaturzeitschrift, die von 1900 bis 1930 erschien.

## Geschichte
Begründet wurde die Zeitschrift von dem Geschäftsmann und Verleger William d’Alton Mann. Die erste Ausgabe der amerikanischen Zeitschrift erschien im März 1900. Als The Smart Set von Mann 1911 für 100.000 US-Dollar verkauft wurde, erhielten die Freunde Henry L. Mencken und George Jean Nathan das Angebot, die Redaktion zu übernehmen. Sie lehnten jedoch ab und empfahlen Willard Huntington Wright, welcher den Posten nur ein Jahr behielt.
Im Jahr 1914 erkauften Eugen Crowe und Eltinge F. Warner eine Mehrheitsbeteiligung. Mencken und Nathan konnten diesmal für die Redaktion gewonnen werden. Beide führten das Magazin teilweise aus einer durch abnehmende Leserschaft und finanzielle Probleme verursachten Krise heraus.
Nach neun Jahren kündigten Nathan und Mencken. 1929 wurde McClure’s Magazine übernommen und der Name geändert in The New Smart Set. Auch in Folge der Weltwirtschaftskrise endete die Herausgabe 1930.

## Übersicht der beteiligten Autoren
- F. Scott Fitzgerald
- Willa Cather
- Ben Hecht
- Carl Van Vechten
- Maxwell Anderson
- S. S. Van Dine
- Dorothy Parker
- Dashiell Hammett
- Sinclair Lewis
- Aldous Huxley
- James Joyce
- Eugene O’Neill
- Ezra Pound
- D. H. Lawrence
- Edna St. Vincent Millay
- Robinson Jeffers
- O. Henry